# Саванен заек
Саванен заек (Lepus microtis) е вид бозайник от семейство Зайцови (Leporidae). Видът не е застрашен от изчезване.

## Разпространение
Разпространен е в Алжир, Ангола, Бенин, Ботсвана, Буркина Фасо, Бурунди, Гамбия, Гана, Гвинея, Гвинея-Бисау, Демократична република Конго, Етиопия, Замбия, Западна Сахара, Зимбабве, Камерун, Кения, Кот д'Ивоар, Лесото, Мавритания, Малави, Мали, Мозамбик, Намибия, Нигер, Нигерия, Руанда, Свазиленд, Сенегал, Танзания, Того, Уганда, Централноафриканска република, Чад, Южен Судан и Южна Африка.